# ミュリヌース
ミュリヌース （古代ギリシア語: Μυρρινοῦς）は古代アッティカのデーム（市区）。市区ではアルテミスが崇拝されていた。メレンタで回収された碑文の1つには、アルテミス神殿について記されている。
ミュリヌースは、現在のメレンタ付近にある。

## 著名人
- ミルリヌスのユーリメドン（プラトンの義兄）
- パイドロス（プラトンの対話に登場する貴族）
- スペウシッポス（哲学者、プラトンの甥）
- ミルリヌスのテッティギデア（ニコストラトゥス (喜劇詩人) が恋をしていた女性、ニコストラトゥスは恋から癒されるためにレフカダ島から飛び降りた）[4]